# 冒険者たち
『冒険者たち』（ぼうけんしゃたち、Les Aventuriers ）は、1967年のフランス・イタリアの冒険映画。ロベール・アンリコ監督。アラン・ドロン、リノ・ヴァンチュラ主演。
ジョゼ・ジョヴァンニの小説『生き残った者の掟』の第1部を映画化した作品で、それぞれの夢に破れた男2人・女1人の3人組が、共に宝探しの冒険へ旅立ち、財宝を得ようとした結果の悲愴な運命を描いている。
シドニー・ポワチエとの結婚で若くして映画界を引退した女優ジョアンナ・シムカスの代表作である。フランソワ・ド・ルーベが作曲し、シムカス扮するヒロインの名を与えられたテーマ曲「レティシア」は劇中で繰り返し使われている。
同原作の第2部は原作者ジョゼ・ジョヴァンニ自らの脚本・監督で『生き残った者の掟』として映画化されている。
2006年、製作40周年を記念してデジタル・レストレーションを施した映像に監督インタビューや2006年のカンヌ国際映画祭で記念上映された時に撮られたジョアンナ・シムカスのインタビューも収録したDVD版が「40周年アニヴァーサリーエディション・プレミアム」と銘打って発売された。

## あらすじ
画期的な新型レーシングエンジンの開発にひとり取り組む自動車技師ローランと、その友人でパイロットのマヌー(アラン・ドロン)は、凱旋門の下を小型機でくぐり抜け、それを撮影するという企画に取り組んでいた。成功すれば賞金が出ると聞いていたが失敗し、危険飛行のペナルティでパイロットライセンスを失うマヌー。しかもこの企画は、気障(きざ)なマヌーを陥れるためにヴェルタンら飛行クラブの会員が仕組んだ悪ふざけだった。
ローランが営む廃車置き場に資材探しに来て2人と親しくなる前衛彫刻家のレティシア（ジョアンナ・シムカス）。新人として初めての個展に賭けたレティシアだが、批評家たちに酷評され絶望に泣き崩れた。ローランも新型エンジンを車に搭載し、自らテストドライブを行うがエンジンが爆発し、お先真っ暗となる3人。
そんな時、ヴェルタンから儲け話を聞き出すマヌー。数年前のコンゴ動乱の際に国外脱出を図った金持ちの小型機が莫大な財宝を積んだまま墜落し、海中に沈んでいるというのだ。
レティシアも連れてコンゴに渡り、大型ヨットを借りて潜水調査するマヌーとローラン。財宝を発見したら故郷の海にそびえる要塞島を買い、芸術作品の制作三昧で暮らすと夢を語るレティシア。マヌーもローランもレティシアを好いていたが、レティシアが一緒に暮らしたいと囁いたのはローランだった。
そんなヨットに泳いで忍び込み、マヌーたちに銃を向ける男。彼は沈んだ飛行機のパイロットでただ一人生還し、正確な沈没位置を知っていたのだ。男の案内で海底の飛行機を発見し、宝石や金貨の詰まったケースを引き上げるマヌーたち。そこへ沿岸警備隊を名乗る船が現れた。それが偽物であり、財宝の存在を知っている外人部隊の生き残りだと見抜いた男が発砲したために銃撃戦となり、射殺されるレティシア。
外人部隊を追い払った後、パイロットの男も救命ボートで立ち去らせるマヌーとローラン。レティシアを海に葬った2人は、彼女の遺産を親戚に届けるために、フランスの海辺にあるシャラント地方を訪れた。探し当てた叔父夫婦がレティシアを悪く言うので、形見のアクセサリーだけ置いて行こうとするマヌーたち。だか、この地で友人となった素朴な少年がこの家の子供だと知った2人はカバンから一億フランを取り出し、少年が成人したら受け取れるよう手配した。
少年の案内で沖の要塞島に渡るマヌーたち。島には戦争中の武器も多く残されていた。マヌーはパリに戻ったが、この地に住み着いたローランは、レティシアが住みたがった要塞島のホテル化を夢見始めた。

パリで派手な生活を送るマヌー。外人部隊がマヌーを探して迫って来たが、マヌーは気づかぬままローランのいる要塞島に舞い戻った。そこへ追って来る外人部隊。銃撃戦となり撃たれて倒れるマヌー。外人部隊を戦時中の武器で全滅させたローランは瀕死のマヌーに、「レティシアはお前と暮らすと言った」と告げたが、マヌーは「嘘つきめ」と笑って息絶えた。

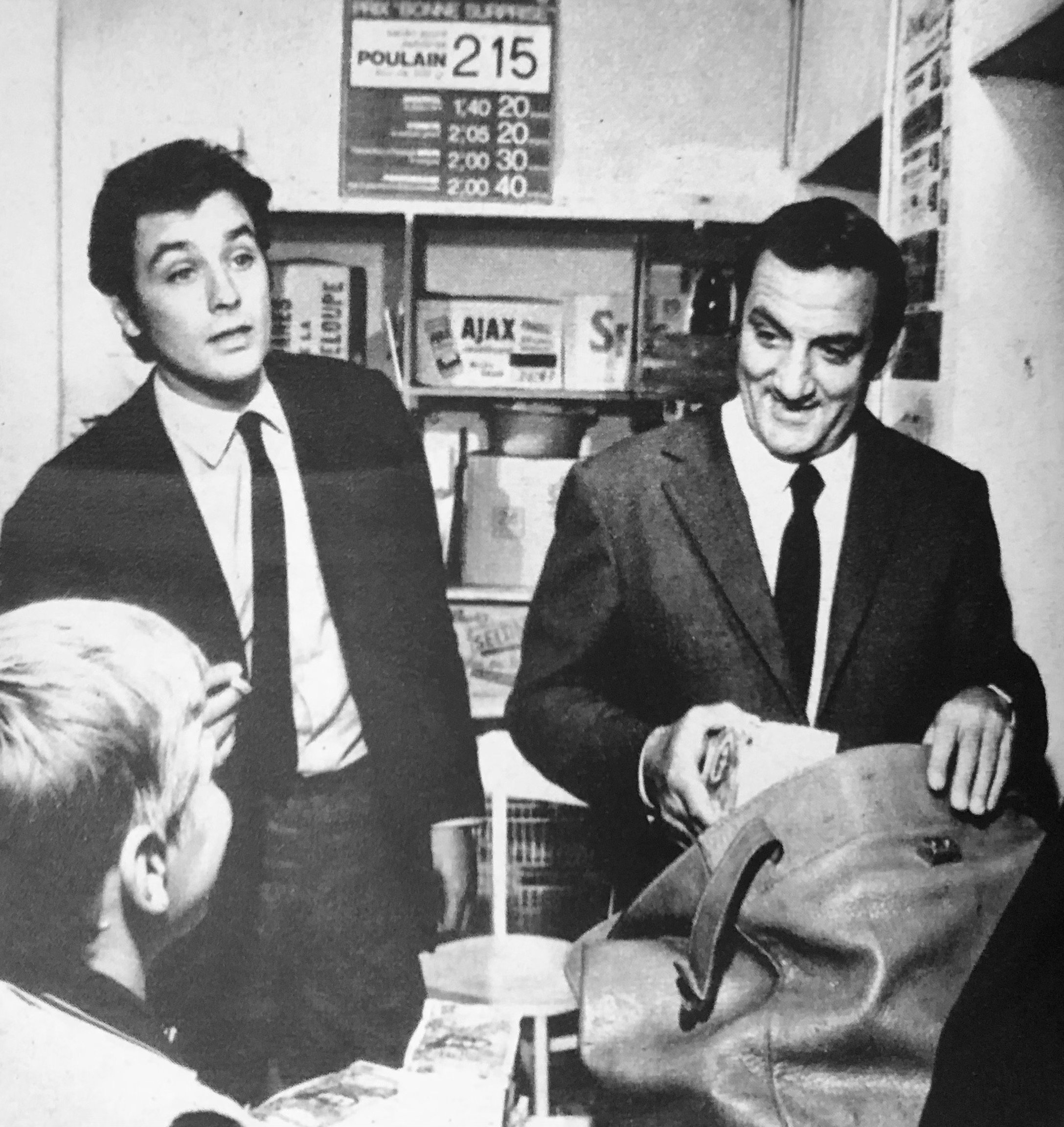
アラン・ドロン、リノ・ヴァンチュラ
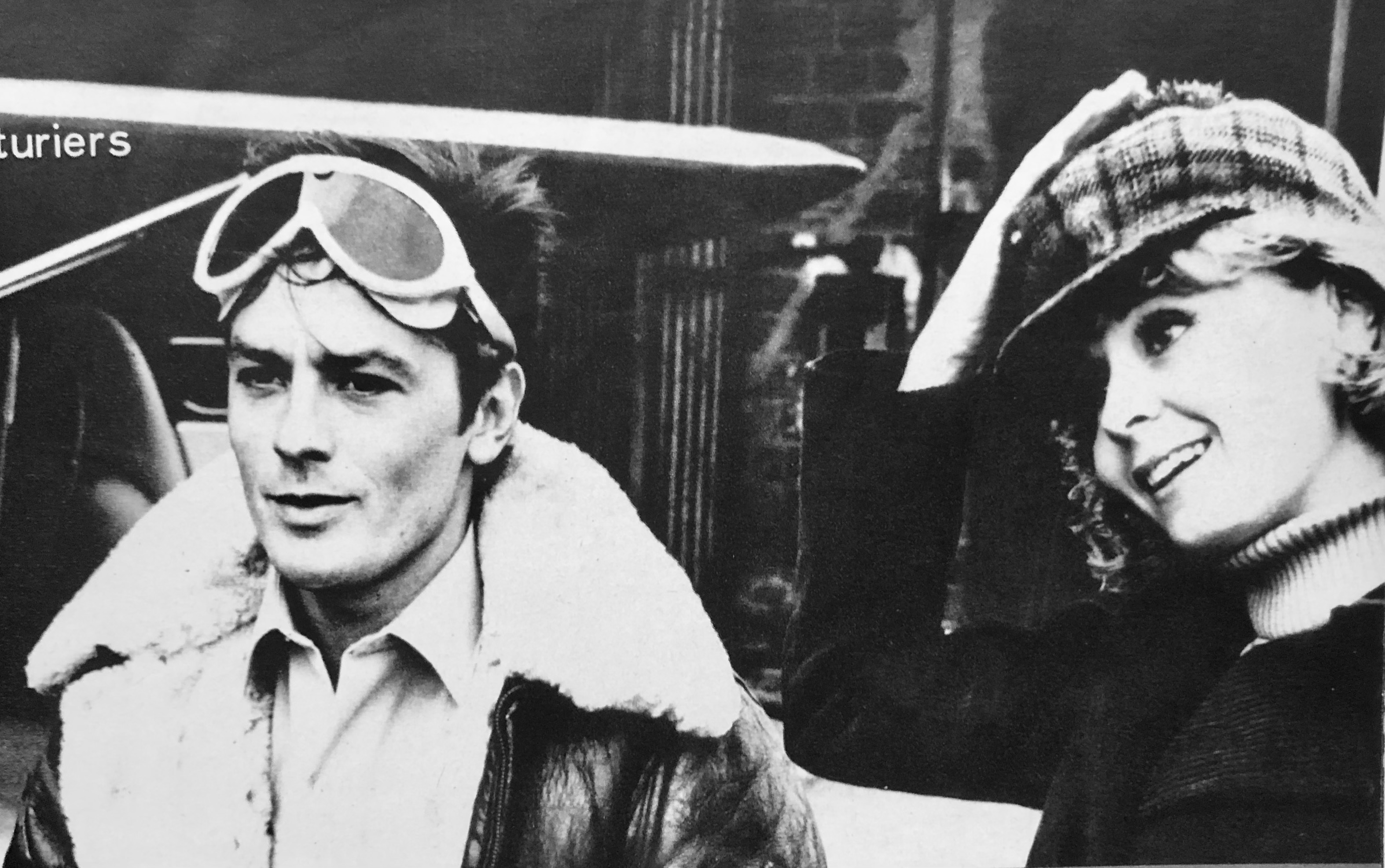
アラン・ドロン、オディール・ポワゾン
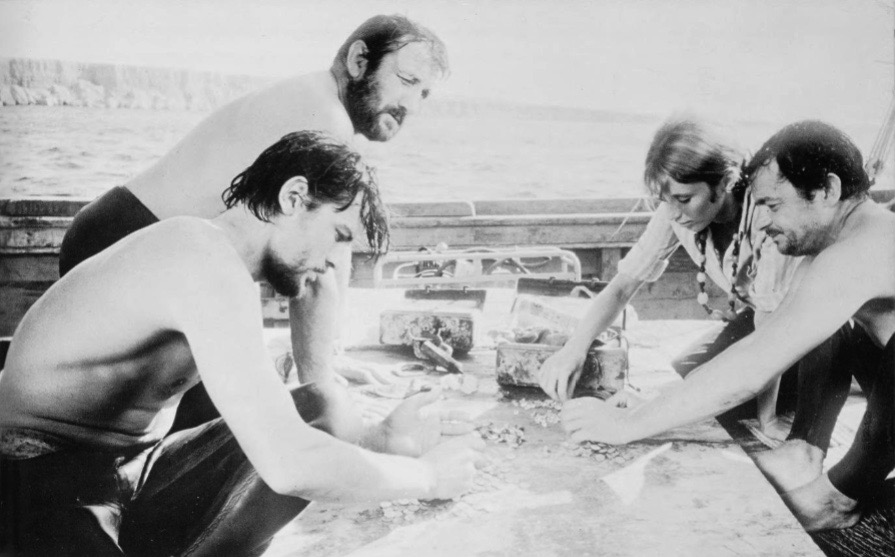
船の上のシーン

## キャスト
| 役名                                                       | 俳優                     | 日本語吹替                                        | 日本語吹替                                    | 日本語吹替                                        | 日本語吹替                                                           |
| 役名                                                       | 俳優                     | フジテレビ版                                      | TBS版                                         | テレビ東京版                                      | スターチャンネル版                                                   |
| ---------------------------------------------------------- | ------------------------ | ------------------------------------------------- | --------------------------------------------- | ------------------------------------------------- | -------------------------------------------------------------------- |
| マヌー・ボレリ                                             | アラン・ドロン           | 坂口芳貞                                          | 野沢那智                                      | 野沢那智                                          | 中村悠一                                                             |
| ローラン・ダルバン                                         | リノ・ヴァンチュラ       | 加藤武                                            | 森山周一郎                                    | 吉水慶                                            | 田中美央                                                             |
| レティシア・ヴァイス                                       | ジョアンナ・シムカス     | 倉野章子                                          | 鈴木弘子                                      | 井上喜久子                                        | 渋谷はるか                                                           |
| パイロット                                                 | セルジュ・レジアニ       | 勝田久                                            | 平林尚三                                      | 小島敏彦                                          | 越後屋コースケ                                                       |
| ヴェルタン（保険屋）                                       | ポール・クローシェ       | 杉田俊也                                          | 上田敏也                                      | 簗正昭                                            | 山岸治雄                                                             |
| ル・タベル                                                 | ハンス・メイヤー         |                                                   | 渡部猛                                        | 糸博                                              | 平林剛                                                               |
| イヴェット                                                 | オディール・ポワゾン     |                                                   | 藤夏子                                        | 池上麻里子                                        | 高梁りつ                                                             |
| キヨバシ                                                   | ヴァレリー・インキジノフ |                                                   | 村松康雄                                      | 稲葉実                                            | 吉富英治                                                             |
| キヨバシの秘書                                             | イレーヌ・チュンク       |                                                   | 浅井淑子                                      | 喜田あゆみ                                        | 高橋雛子                                                             |
| デュブルイ夫人（叔母）                                     | テレーズ・カンタン       |                                                   |                                               | さとうあい                                        | 米田えん                                                             |
| デュブルイ氏（叔父）                                       | ジャン・ダリー           |                                                   |                                               | 津田英三                                          | 松本忍                                                               |
| ジャンジャン（レティシアの幼い従弟、デュブルイ夫妻の息子） | ジャン・トロニョン       |                                                   |                                               | 松本梨香                                          | 川原瑛都                                                             |
| ミショー（飛行クラブの社長）                               | ジャン・ランディエ       |                                                   |                                               | 辻親八                                            |                                                                      |
| 殺し屋                                                     | ギー・デローム           |                                                   |                                               |                                                   | 菊池通武                                                             |
| 不明 その他                                                | N/A                      | 田中康郎 北村弘一                                 | 弥永和子 木原正二郎 日高晤郎 野本礼三 糸博    | 田原アルノ 荒川太郎 星野充昭                      | 真田五郎 尾花糸名子 橋本しんめい 大下昌之 羽鳥佑 夕城千佳 小野寺悠貴 |
| 日本語版制作スタッフ                                       |                          |                                                   |                                               |                                                   |                                                                      |
| 演出                                                       | 演出                     |                                                   | 田島荘三                                      | 福永莞爾                                          | 三好慶一郎                                                           |
| 翻訳                                                       | 翻訳                     |                                                   | 入江敦子                                      | 入江敦子                                          | 後藤紗綾香                                                           |
| 効果                                                       | 効果                     |                                                   |                                               | 山田太平 藤田信夫                                 |                                                                      |
| 調整                                                       | 調整                     |                                                   |                                               | 遠西勝三                                          | 高木俊明 白鳥陽一                                                    |
| 制作                                                       | 制作                     |                                                   | コスモプロモーション                          | ムービーテレビジョン                              | 東北新社                                                             |
| 解説                                                       | 解説                     | 前田武彦                                          | 荻昌弘                                        |                                                   |                                                                      |
| 初回放送                                                   | 初回放送                 | 1971年10月22日 『ゴールデン洋画劇場』 21:00-22:56 | 1976年1月5日 『月曜ロードショー』 21:00-22:55 | 1991年9月8日 『サンデーロードショー』 14:30-16:26 | 2025年3月29日                                                        |

## 作品の評価

### 後の作品への影響
冒険と青春への性別・年代を越えた憧憬、海洋への傾倒など特徴的なモチーフを持った本作は『明日に向って撃て!』 (1969年)、『無宿』 (1974年)、『黄金のパートナー』 (1979年)、『冒険者カミカゼ -ADVENTURER KAMIKAZE-』 (1981年) 『彼女が水着にきがえたら』(1989年) などのオマージュ・フォロワーを生み、後々まで影響を与えた。いずれも男二人（一人が年長であることが多い）女一人の微妙な関係は踏襲しているが、三人の末路については様々である。

#### オマージュ
- 無宿<やどなし> - 勝新太郎と高倉健主演の1974年の日本映画。
- 冒険者たち - あのねのね主演の1975年の日本映画。
- 冒険者カミカゼ -ADVENTURER KAMIKAZE- - 千葉真一主演の1981年の日本映画[4]。